# Prats de Balaguer
Prats de Balaguer és un poble que forma part de la comuna de Fontpedrosa, de la comarca del Conflent, des del 1822. Entre 1793 i 1822 havia format part de la comuna de Prats i Sant Tomàs juntament amb el poble veí de Sant Tomàs de Balaguer.

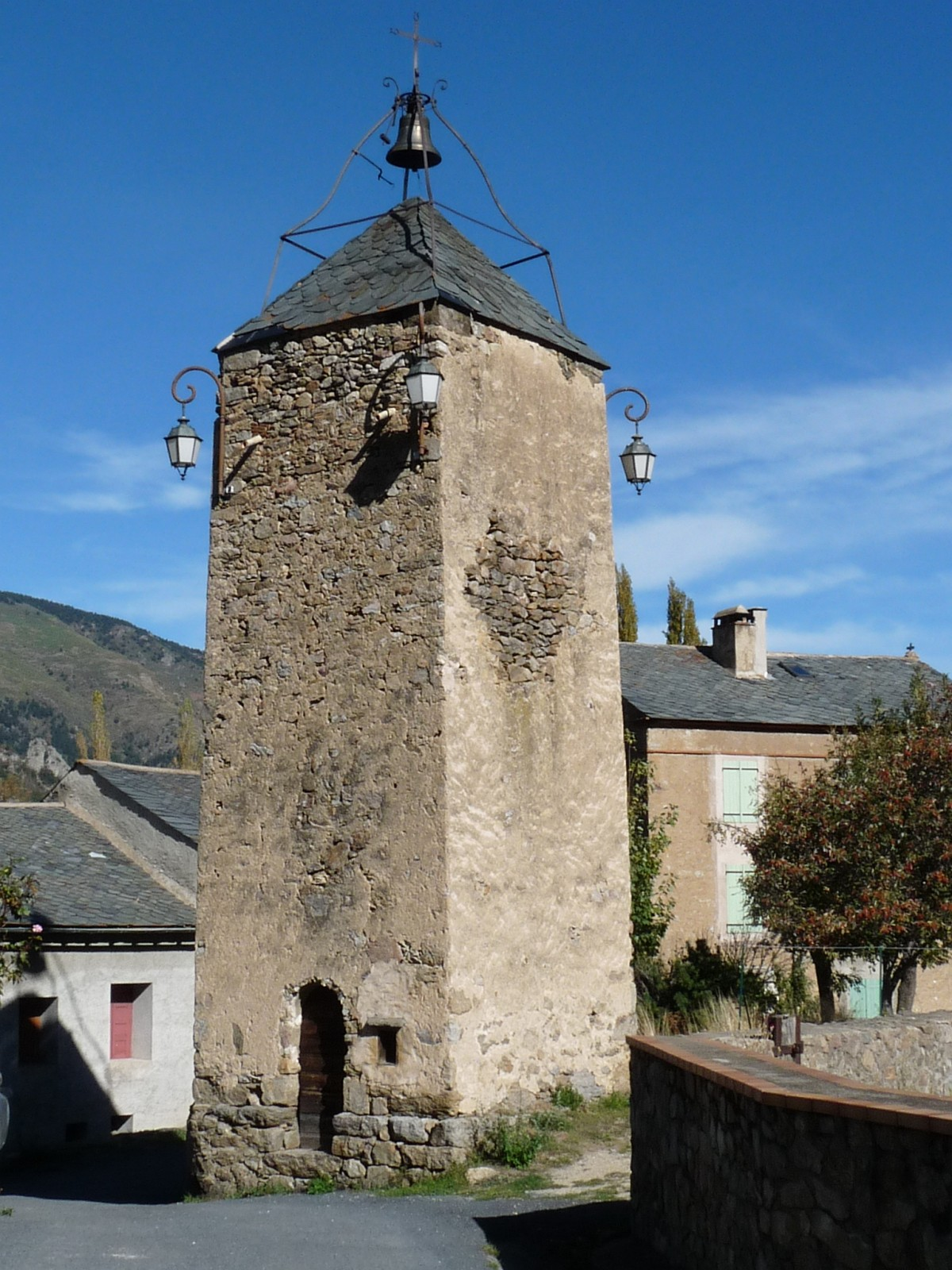
Torre del rellotge de Prats de Balaguer

Està situat a la zona nord-oest del terme comunal de Fontpedrosa, al sud-oest del poble cap de la comuna. És enlairat a la dreta de la Tet, també més enlaire, a la dreta, de la Riberola. A prop seu, al nord-oest hi ha l'establiment balneari dels Banys de Sant Tomàs i, més avall, ja tocant la Tet, el poble de Sant Tomàs de Balaguer.
És un poble agrupat de forma compacta, amb l'església romànica, antigament parroquial, de Santa Maria, actualment denominada la Trinitat, a prop del seu extrem sud-est. Hi destaca la Torre del Rellotge, procedent d'una antiga torre de defensa del poble.
Prop del poble, al sud, es troben les restes del Castell de Prats de Balaguer. Dins del poble hi ha també la capella de Sant Josep.

## Batlles
En el període que Prats de Balaguer i Sant Tomàs de Balaguer tingueren comuna pròpia, els batlles foren els següents:
| Alcalde        | Període     |
| -------------- | ----------- |
| Jean Courtie   | 1796 - 1797 |
| Thomas Moné    | 1797 - 1800 |
| Just Courtie   | 1800 - 1807 |
| Michel Goubern | 1807 - 1816 |
| Courtie        | 1816 - 1819 |
| Moné           | 1819 - 1821 |
| Rouquet        | 1821 - 1821 |
| Blanque        | 1821 - 1821 |

## Llocs d'interès
- Església[4] de la Trinitat, antigament de Santa Maria.
- Restes de l'antic castell del segle xi[4]
- Torre del rellotge[4]